# Kstovo

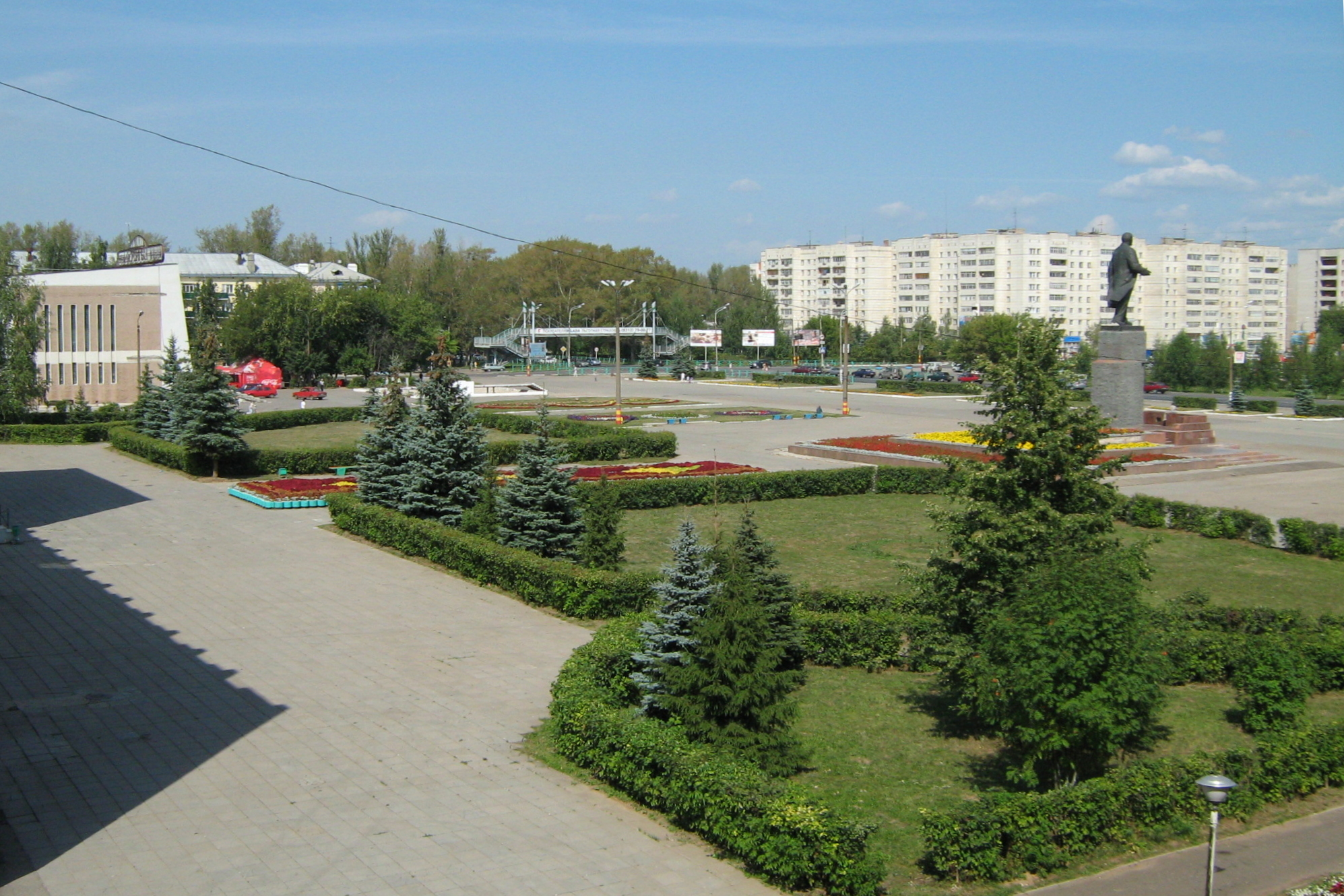
Quảng trường Lenin ở Kstovo

Kstovo (tiếng Nga: Кстово) là một thành phố Nga. Thành phố này thuộc chủ thể Nizhny Novgorod Oblast. Dân số: 66.657 (Điều tra dân số 2010); 66.944 (Điều tra dân số 2002); 62.414 (Điều tra dân số năm 1989).